# Roscoff
Roscoff (bret. Rosko) – miejscowość i gmina w północno-zachodniej Francji, w regionie Bretania, w departamencie Finistère, położona nad kanałem La Manche, nieopodal wyspy Île-de-Batz. W 2020 roku zamieszkana była przez 3326 osób. Powierzchnia wynosiła 6,19 km² (gęstość zaludnienia – 543,1 os./km²).
W Roscoff znajduje się stacja badawcza, przynależąca do uniwersytetu Paris VI. Station Biologique de Roscoff jest ważnym miejscem dla naukowców z dziedziny biologii morza. Tematyka badań jest szeroka, od pomiarów geochemicznych i klimatycznych, poprzez algi do diatomów. 
Mieści się tu muzeum (Maison des Johnnies et de l'Oignon de Roscoff) poświęcone historii tzw. Johnnies – bretońskich handlarzy cebuli, prowadzących sprzedaż obwoźną na terenie Wielkiej Brytanii. Przystań w Roscoff obsługuje promy pasażersko-samochodowe do Plymouth (Anglia) i Cork (Irlandia).